# Balloonfest '86
Balloonfest '86 foi um evento ocorrido em 1986 no qual a United Way de Cleveland, em Ohio, estabeleceu um recorde mundial ao liberar quase um milhão e meio de balões aos céus. O evento pretendia ser um golpe de publicidade inofensivo para captação de recursos, mas os balões acabaram voltando à cidade, ao Lago Erie, e aterrissaram em áreas ao redor da cidade, causando problemas de trânsito e afetando um aeroporto próximo. O evento também interferiu na busca da Guarda Costeira dos Estados Unidos por dois velejadores desaparecidos que mais tarde foram encontrados afogados. Em consequência, os organizadores e a cidade enfrentaram processos por danos de milhões de dólares e os custos excedentes colocam o evento em uma perda líquida.

## Preparações
A ação foi coordenada pela Balloonart by Treb, uma empresa sediada em Los Angeles, liderada por Treb Heining, que passou seis meses se preparando para o evento. Uma estrutura retangular do tamanho de um quarteirão, medindo 76 metros por 46 metros e três andares de altura, coberta com uma grande rede de malha, foi montada para segurar os balões, no quadrante sudoeste da Public Square em Cleveland. Dentro da estrutura, 2 500 estudantes e outros voluntários passaram várias horas enchendo os balões de gás hélio. A United Way originalmente planejava soltar dois milhões de balões, mas eventualmente parou em mais de 1,4 milhões. As crianças venderam patrocínios para beneficiar a United Way pelo preço de 1 dólar por cada dois balões.

## Lançamento
No sábado, 27 de setembro de 1986, com uma tempestade se aproximando, os organizadores decidiram liberar antecipadamente os balões por volta das 1:50 PM EDT. Quase 1,5 milhões de balões subiram da Public Square de Cleveland, ao redor da Terminal Tower, superando um recorde mundial estabelecido no ano anterior, no trigésimo aniversário da Disneyland.

## Consequências
Normalmente, um balão de látex cheio de gás hélio que é solto ao ar livre fica no ar por tempo suficiente para ser completamente esvaziado antes de descer para a Terra. No entanto, os balões do Balloonfest colidiram com uma frente de ar frio e chuva e caíram em direção ao chão, ainda inflados, obstruindo o terreno e as vias navegáveis do nordeste de Ohio. Nos dias seguintes ao evento, balões foram reportados no lado canadense do Lago Erie.
Dois pescadores, Raymond Broderick e Bernard Sulzer, que haviam saído em 26 de setembro, foram relatados desaparecidos por suas famílias no dia do evento. As equipes de resgate avistaram o barco de 4,9 metros deles ancorado a oeste do quebra-mar do Edgewater Park. Uma equipe de helicópteros de busca e resgate da Guarda Costeira teve dificuldades em chegar à área por causa da "cintura de asteroides" de balões. Uma equipe de barcos de busca e salvamento tentou localizar os pescadores boiando no lago, mas oficiais da Guarda disseram que balões na água tornavam impossível ver se havia alguém no lago. Em 29 de setembro, a Guarda Costeira suspendeu sua busca. Os corpos dos pescadores posteriormente foram encontrados na costa. A esposa de um dos pescadores processou a United Way de Cleveland e a empresa que organizou a liberação dos balãos em 3,2 milhões de dólares e, posteriormente, resolveu o mesmo em termos não divulgados.
Balões que estavam aterrissando em um pasto no Condado de Medina, em Ohio, assustaram os cavalos árabes de Louise Nowakowski, que supostamente sofreram ferimentos permanentes como resultado. Nowakowski processou a United Way of Cleveland em cem mil dólares por danos e resolveu o processo com termos não revelados.
O Aeroporto de Cleveland Burke Lakefront teve que fechar uma de suas pistas por meia hora depois que os balões chegaram lá. Acidentes de trânsito também foram relatados "quando os motoristas tentaram desviar das esferas multicoloridas ou se distraíram para observar o espetáculo aéreo".
A cópia de 1988 do Guinness Book of World Records reconhece o evento como um recorde mundial "maior lançamento de balões em massa de todos os tempos", com 1 429 643 balões lançados.